# 1000 km of Silverstone 2010
Sliverstone 1000 km 2010 – długodystansowy wyścig samochodowy na torze Silverstone Circuit w Wielkiej Brytanii. Odbył się w dniu 12 września 2010 i był częścią Intercontinental Le Mans Cup. Był to ostatni wyścig rozgrywany pod tą nazwą. Następcą tych zawodów były wyścigi 6-godzinne.

## Wyniki wyścigu
| Poz.   | Klasa | Nr  | Drużyna                 | Kierowcy                                           | Okrążeń |
| ------ | ----- | --- | ----------------------- | -------------------------------------------------- | ------- |
| 1      | LMP1  | 1   | Team Peugeot Total      | Nicolas Minassian Anthony Davidson                 | 170     |
| 2      | LMP1  | 4   | Team Oreca Matmut       | Nicolas Lapierre Stéphane Sarrazin                 | 170     |
| 3      | LMP1  | 8   | Audi Sport Team Joest   | Rinaldo Capello Timo Bernhard                      | 170     |
| 4      | LMP1  | 009 | Aston Martin Racing     | Sam Hancock Juan Barazi Stefan Mücke               | 167     |
| 5      | LMP1  | 12  | Rebellion Racing        | Neel Jani Nicolas Prost                            | 165     |
| 6      | LMP1  | 008 | Signature-Plus          | Pierre Ragues Franck Mailleux Vanina Ickx          | 164     |
| 7      | LMP1  | 5   | Beechdean Mansell       | Greg Mansell Leo Mansell                           | 161     |
| 8      | LMP2  | 42  | Strakka Racing          | Danny Watts Nick Leventis Jonny Kane               | 160     |
| 9      | LMP2  | 40  | Quifel ASM Team         | Miguel Amaral Olivier Pla                          | 160     |
| 10     | LMP2  | 35  | OAK Racing              | Guillaume Moreau Richard Hein                      | 160     |
| 11     | LMP1  | 11  | Drayson Racing          | Paul Drayson Jonny Cocker                          | 157     |
| 12     | LMP2  | 25  | RML                     | Mike Newton Ben Collins Thomas Erdos               | 157     |
| 13     | LMP2  | 30  | Racing Box              | Fabio Babini Fernando Geri Federico Leo            | 153     |
| 14     | FLM   | 44  | DAMS                    | Jody Firth Warren Hughes                           | 152     |
| 15     | FLM   | 47  | Hope Polevision Racing  | Steve Zacchia Olivier Lombard Luca Moro            | 152     |
| 16     | LMP2  | 24  | OAK Racing              | Jacques Nicolet Matthieu Lahaye                    | 151     |
| 17     | FLM   | 48  | Hope Polevision Racing  | Nico Verdonck Christophe Pillon Charlie Hollings   | 151     |
| 18     | LMP2  | 29  | Racing Box              | Piergiuseppe Perazzini Marco Cioci Luca Pirri      | 150     |
| 19     | LMP2  | 41  | Team Bruichladdich      | Karim Ojjeh Tim Greaves Thor-Christian Ebbesvik    | 150     |
| 20     | FLM   | 43  | DAMS                    | Alessandro Cicognani Andrea Barlesi Gary Chalandon | 149     |
| 21     | LMP2  | 39  | KSM                     | Lucas Ordoñez Jean de Pourtales Jonathan Kennard   | 148     |
| 22     | LMP1  | 20  | Team LNT                | Johnny Mowlem Tony Burgess Chris McMurry           | 148     |
| 23     | GT2   | 96  | AF Corse                | Gianmaria Bruni Jaime Melo                         | 147     |
| 24     | GT2   | 75  | Prospeed Competition    | Marco Holzer Richard Westbrook                     | 147     |
| 25     | GT2   | 92  | JMW Motorsport          | Rob Bell Darren Turner                             | 147     |
| 26     | GT2   | 91  | CRS Racing              | Andrew Kirkaldy Tim Mullen                         | 146     |
| 27     | GT2   | 77  | Team Felbermayr-Proton  | Marc Lieb Richard Lietz                            | 146     |
| 28     | GT2   | 76  | IMSA Performance Matmut | Patrick Pilet Raymond Narac                        | 145     |
| 29     | GT2   | 85  | Spyker Squadron         | Tom Coronel Peter Dumbreck                         | 145     |
| 30     | GT2   | 78  | BMW Team Schnitzer      | Jörg Müller Dirk Werner                            | 145     |
| 31     | GT2   | 94  | AF Corse                | Luís Pérez Companc Matías Russo                    | 145     |
| 32     | GT2   | 88  | Team Felbermayr-Proton  | Christian Ried Martin Ragginger Romain Dumas       | 145     |
| 33     | FLM   | 45  | Boutsen Energy Racing   | Nicolas De Crem Dominik Kraihamer Bernard Delhez   | 141     |
| 34     | GT2   | 99  | Gulf Team First         | Fabien Giroix Roald Goethe                         | 135     |
| 35     | GT2   | 95  | AF Corse                | Giancarlo Fisichella Toni Vilander Jean Alesi      | 134     |
| 36     | GT2   | 90  | CRS Racing              | Phil Quaife Pierre Ehret Pierre Kaffer             | 134     |
| 37     | LMP1  | 13  | Rebellion Racing        | Andrea Belicchi Jean-Christophe Boullion           | 133     |
| 38     | GT1   | 50  | Larbre Compétition      | Gabriele Gardel Patrice Goueslard Fernando Rees    | 131     |
| 39     | FLM   | 46  | JMB Racing              | Peter Kutemann Maurice Basso John Hartshorne       | 130     |
| 40     | LMP2  | 27  | Race Performance        | Michel Frey Pierre Bruneau Marc Rostan             | 124     |
| 41 NC  | LMP2  | 31  | RLR Msport              | Barry Gates Rob Garofall Simon Phillips            | 141     |
| 42 NC  | LMP1  | 007 | Aston Martin Racing     | Adrian Fernández Harold Primat Andy Meyrick        | 131     |
| 43 DNF | GT2   | 89  | Hankook Team Farnbacher | Dominik Farnbacher Allan Simonsen                  | 44      |
| 44 DNF | LMP1  | 7   | Audi Sport Team Joest   | Tom Kristensen Allan McNish                        | 15      |
| 45 DNF | LMP2  | 36  | Pegasus Racing          | Julien Schell Frédéric da Rocha                    | 2       |